# 女の議会
『女の議会』（おんなのぎかい、希: Ἐκκλησιάζουσαι, Ekklēsiázousai, エックレーシアズーサイ、羅: Ecclesiazusae）は、古代ギリシアのアリストパネスによるギリシア喜劇の1つ。
原題の「エックレーシアズーサイ」は、「エックレーシア（民会）に出る女たち」の意味である。
『女の平和』『女だけの祭』と並んでアリストパネスの「女もの3作」と称される。
男子に限定されていた当時のアテナイの民会に、女性たちが男装して参加し、自分たちに有利な決定をしていくという風刺的な内容が描かれる。
上演時期は紀元前393年から紀元前390年の間と推定される。

## 日本語訳
- 『女の議會』 村川堅太郎訳、岩波文庫、1954年
  - 『女の議會』 村川堅太郎訳、要書房、1948年 - 各・別版
  - 『ギリシア喜劇全集2』 人文書院、1961年
  - 『世界古典文学全集12　アリストパネス』筑摩書房、1964年
    - 『ギリシア喜劇2 アリストパネス』 ちくま文庫、1986年 - 新版
- 『ギリシア喜劇全集 アリストパネースII』 西村賀子訳、岩波書店、2009年